# Sông Châu Thị
Sông Châu Thị, còn có tên là Sông Trầm Kỳ, là một con sông đổ ra sông Sa Lung. Sông có chiều dài 25 km và diện tích lưu vực là 125 km². Sông Châu Thị chảy qua các tỉnh Quảng Trị, Quảng Bình .